# Lagos Fryken
Fryken (em sueco: Fryken,  PRONÚNCIA, ou Frykensjöarna) são três lagos estreitos e contíguos da Suécia, localizados na província histórica da Värmland - o Fryken Superior (Övre Fryken), o Fryken Médio (Mellan-Fryken) e o Fryken Inferior (Nedre Fryken).

Banham três comunas - Kil, Sunne e Torsby.
Têm uma área total de 102 km2, um comprimento de 80 km, uma largura máxima de 3 km e uma profundidade máxima de 135 m.

Estão situados a norte da cidade de Karlstad.

Fryken
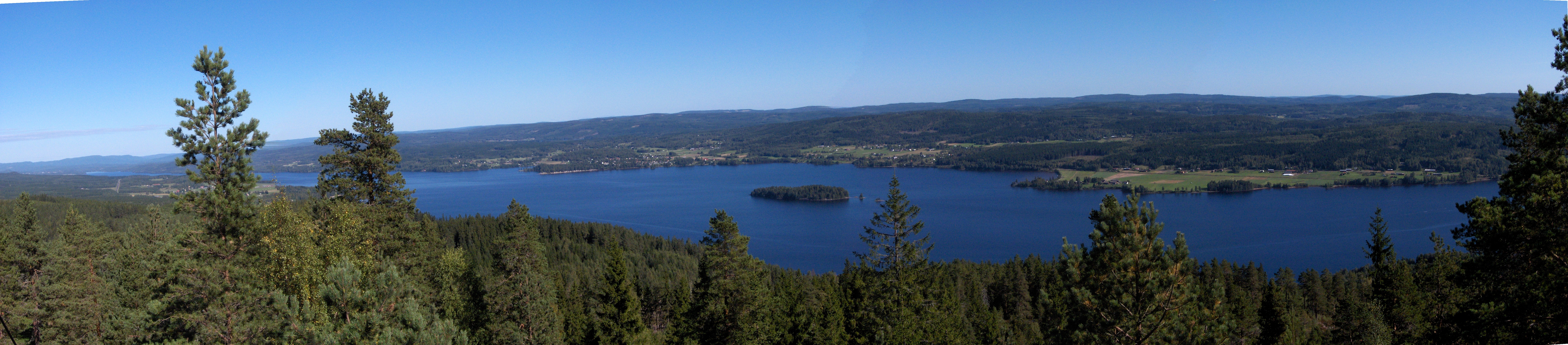
O Fryken Superior (Övre Fryken)
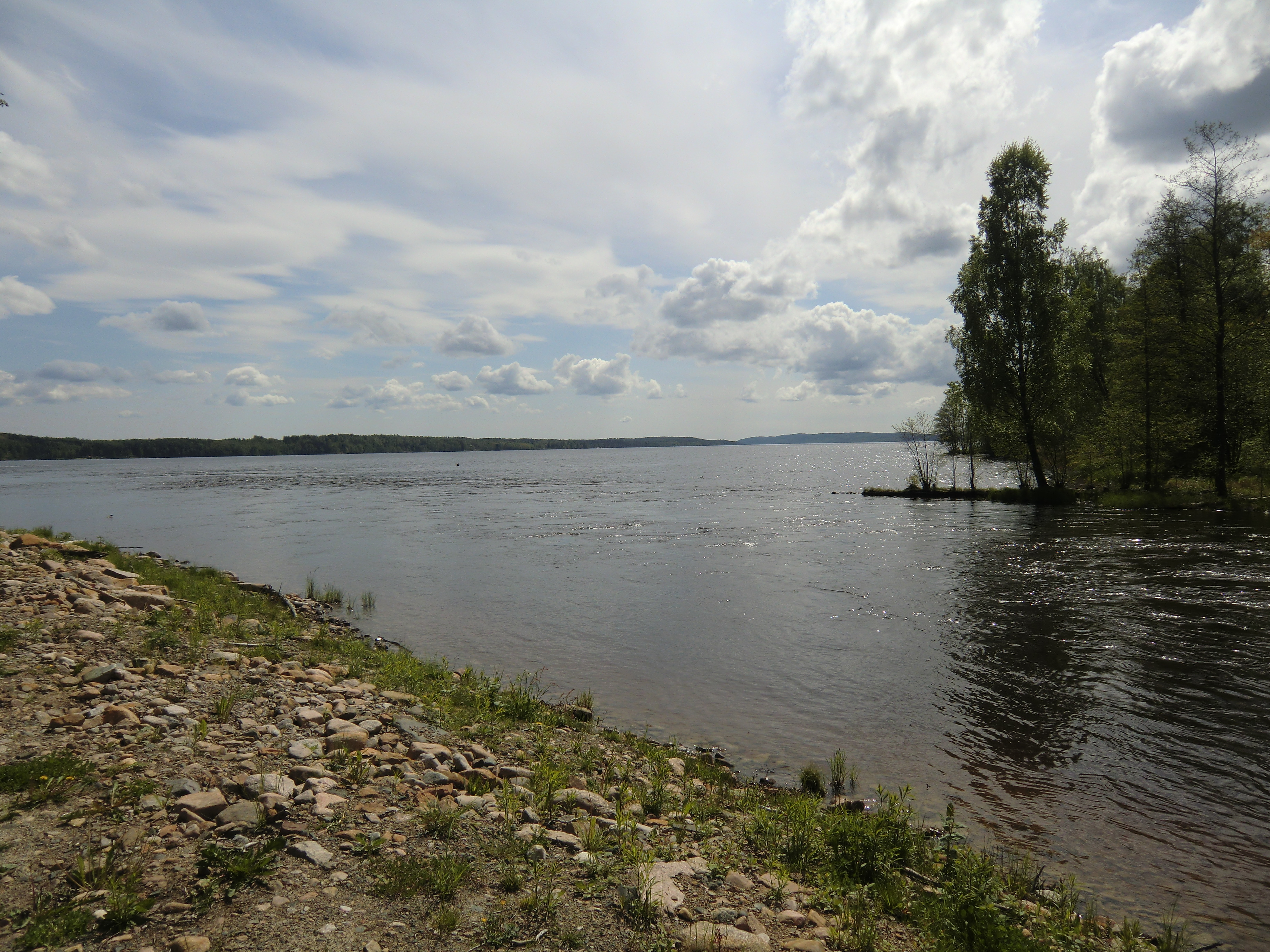
O Fryken Médio (Mellan-Fryken)
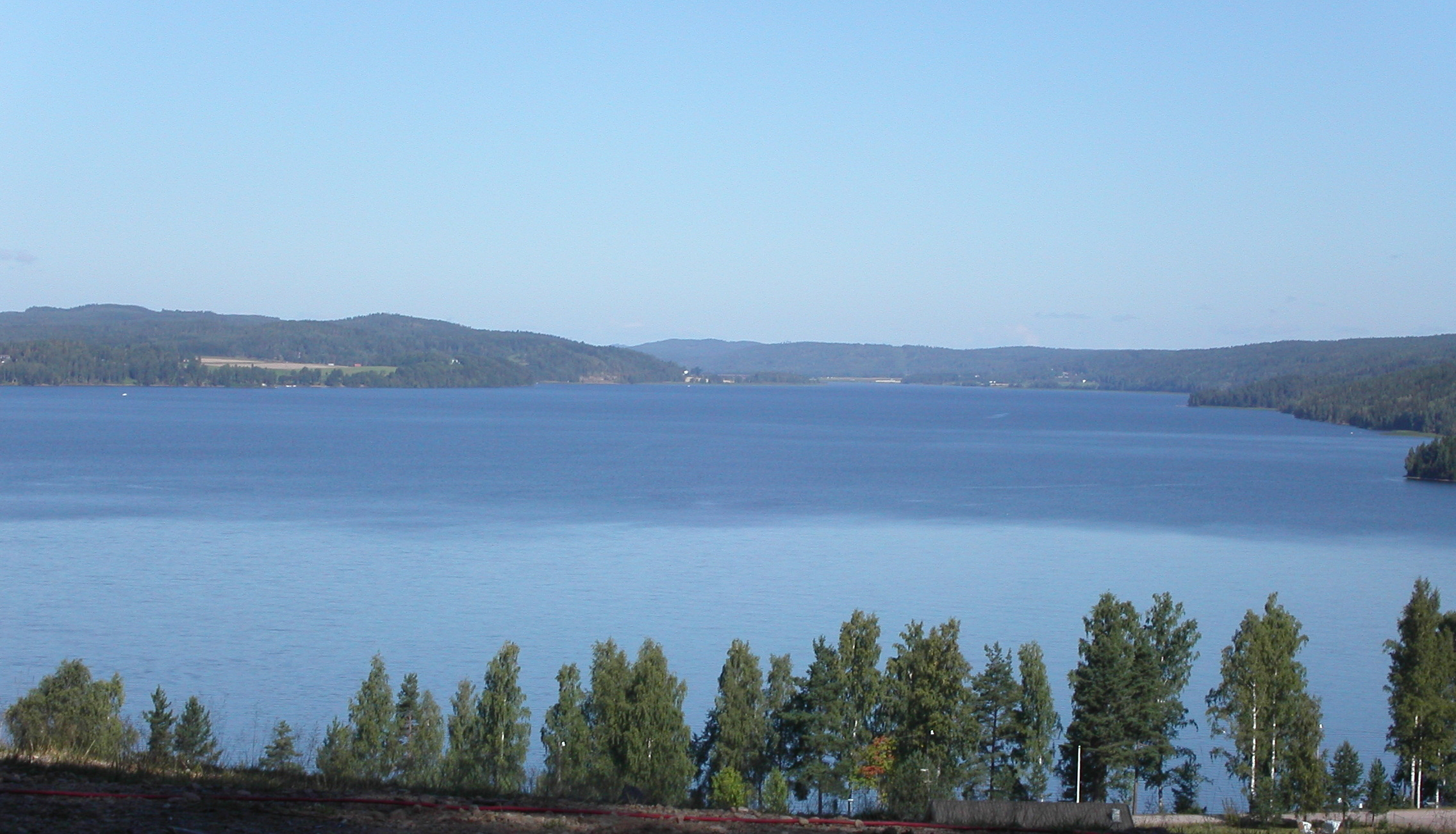
O Fryken Inferior (Nedre Fryken)